# 댄스댄스
《댄스댄스》(Dance Dance)는 1999년 개봉된 대한민국의 영화이다.

## 출연진
- 준영 - 주진모
- 진아 - 황인영
- 재헌 - 주원성
- 기철 - 윤기원
- 순도 - 양동근
- 선정 - 유나영
- 상무 - 오상무
- 희주 - 이소민
- 스텝스단원 - 김형미, 윤성은, 강인영, 김수환
- 매니저 - 이정학
- 로드매니저 - 김상학
- 발레하는소녀 - 이다솜
- 특별출연 - 최일규, D·TO무용단, 익스프레션, 허니패밀리, K.S.B

## 제작진
- 제작 - 김석원
- 기획 - 김근철, 김해순
- 감독 - 문성욱
- 시나리오 - 김건, 여지나, 현충렬
- 각색 - 문성욱
- 프로듀서 - 이형탁, 김근철
- 촬영 - 최지열 (KSC)
- 조명 - 양승규
- 편집 - 함성원
- 동시녹음 - 김경태 (라이브)
- 녹음 - 라이브톤
- 음악감독 - 박정원
- 음악조감독 - 구창모
- 음악코디네이터 - 권영신 (예전미디어)
- 안무 - 홍영주, 박지선
- 트레이너 -정애화
- 아트디렉터 - 한용, 김효진, 김나영
- 미술 - 오상만
- 의상 - 양민혜 (환타믹스)
- 분장 - 정경임
- 헤어 - 헤어로똔도
- 주제가 - 수민
- 제작 - (주)두인컴
- 배급 - (주)브에나비스타 인터내셔널 코리아

## 삽입곡
- Smoke on the water (이언 길런 외 / BNB Records)
- I Count the Minutes (Sophia Roseu / JVC)
- Atomic (Plastico / 시완레코드)
- 기다림 그 후(수민 / 예전미디어)
- Secret (수민 / 예전미디어)
- One Night One Love (수민 / 예전미디어)
- You & I (수민 / 예전미디어)

## 사운드 트랙
댄스댄스 ost (1999년 9월 14일, (주) 예전 미디어)
1. 댄스댄스(MAIN TITLE)
2. Intro
3. ONE NIGHT,ONE LOVE
4. 진아 SOLO
5. SMOKE ON THE WATER
6. 최일규 공연(TECHNO)
7. SECRET
8. Love Theme
9. YOU&I
10. I COUNT THE MINUTE(ENDING TITLE)
11. 댄스댄스(FILM VERSION)
12. LOVE THEME(PIANO)
13. 길
14. ATOMIC
15. SECRET(Instrumental)